# Ocnaea trichocera
Ocnaea trichocera är en tvåvingeart som beskrevs av Osten Sacken 1887. Ocnaea trichocera ingår i släktet Ocnaea och familjen kulflugor.
Artens utbredningsområde är Panama. Inga underarter finns listade i Catalogue of Life.